# Pareto (Italie)
Pour les articles homonymes, voir Pareto.
Pareto est une commune italienne de la province d’Alexandrie dans le Piémont.

## Administration
| Période                                  | Période | Identité | Étiquette | Qualité |
| ---------------------------------------- | ------- | -------- | --------- | ------- |
|                                          |         |          |           |         |
| Les données manquantes sont à compléter. |         |          |           |         |

### Hameaux
Miogliola, Roboaro, Scaiola, Costabella

### Communes limitrophes
Cartosio, Giusvalla (SV), Malvicino, Mioglia (SV), Ponzone, Sassello (SV), Spigno Monferrato